# Savoy (biograf, Gällivare)
Savoy hette en biograf som låg vid Postgatan i Gällivare. Biografen hade 208 platser; den lades ned i slutet av 1960-talet och byggnaden revs sedermera. Biografen ägdes av Norrlands Folkbiografer; det speciella med deras biografer var de inrymdes i godtemplarrörelsens lokaler.